# Maksim Ziuziakin
Maksim Valerjevitj Ziuziakin (ryska: Максим Валерьевич Зюзякин), född 13 januari 1991 i Novokuznetsk i Ryska SSR i Sovjetunionen, är en rysk professionell ishockeyspelare, som spelar för Chimik Voskresensk i VHL. Han har spelat för flera KHL-lag, inte minst för Lokomotiv Jaroslavl. 
Ziuziakin var inte ombord på det passagerarflygplan med Lokomotiv Jaroslavls lag som den 7 september 2011 havererade i staden Jaroslavl på väg till en bortamatch i Minsk. 
Han petades i sista stund ur truppen mot Dinamo Minsk. Det räddade hans liv.
Han är tillsammans med Artur Amirov, Danil Jerdakov och den finländska målvaktstränaren Jorma Valtonen, de enda som fortfarande lever av Lokomotiv Jaroslavl trupp inför säsongen 2011/2012.